# 2S40
2S40 (hay "Floks", tiếng Nga: 2С40, «Флокс»)  là một hệ thống súng cối - lựu pháo 120 mm tự hành bánh lốp của Liên bang Nga, được thiết kế để hỗ trợ lực lượng mặt đất trong các nhiệm vụ trấn áp nhân lực, pháo binh và súng cối, bệ phóng tên lửa, mục tiêu bọc thép, vũ khí hỏa lực... Súng có thể bắn như lựu pháo và súng cối, đồng thời cũng được sử dụng khi bắn trực tiếp.
Đây là hệ thống súng cối bán tự động kết hợp, đảm bảo bắn được mọi loại mìn cối và đạn pháo chế tạo sẵn. 2S40 sử dụng chung các loại đạn dược với súng cối tự hành bánh xích 2S31 "Vena", có thể sử dụng loại đạn công suất cao và tăng tầm bắn. 2S40 có cabin bọc thép và các khoang chứa đạn, giúp tăng cường khả năng bảo vệ cho tổ lái và lực lượng dự bị chiến đấu khi hành quân và khi thay đổi vị trí. 2S40 sử dụng khung gầm của xe tải bọc thép mọi địa hình - Ural-4320 6 × 6.
2S40 được giới thiệu trước công chúng tại diễn đàn kỹ thuật quân sự quốc tế "Quân đội-2016" do Viện nghiên cứu trung ương "Burevestnik", một phần của hoạt động nghiên cứu và sản xuất tập đoàn "Uralvagonzavod". Đầu tháng 10 năm 2023, tập đoàn nhà nước Rostec bắt đầu chuyển lô pháo tự hành 120 mm 2S40 đầu tiên cho quân đội Liên bang Nga để trang bị cho các khẩu đội pháo.